# سربس
السَّرْبَس أو السِّيرابِيَاس هو جنس من السحلبية الأرضية التي يمكن العثور عليها في جميع أنحاء جنوب أورُبة إلى آسيا الصغرى. الاسم العلمش مشتق سيرابيس، إله مصرى هلنستى توفيقي في العصور القديمة. للسربس أزهار عديمة الرائحة وعادة ما تكون نائمة خلال مواسم الشتاء.